# Kobbelled
Kobbelled (dansk) eller Koppelheck (tysk) er en landsby i det nordlige Tyskland, beliggende mellem Lepping/Snogholm i vest, Bonsbjerg/Hunhoved i øst og Rørmose/Lygtoft i syd tæt ved Gelting Bugt i det nordøstlige Angel, Sydslesvig. Landsbyen hører administrativt under Nisvrå kommune. Den ligger i et langstrakt lavland omkring Løgtoft Mølleå med gode jordbundsforhold. I kirkelig henseende hører byen til Eskeris Sogn. Sognet lå i Ny Herred (Flensborg Amt, Hertugdømmet Slesvig), da området tilhørte Danmark.
Stednavnet blev første gang i 1765. Byen har sit navn af beliggenheden ved ledet (indkørslen) til et kobbel, altså en indhegnet mark (sml. latinsk copula, også Kobbelgård ved Horsens) på grænsen mellem Udmark og Nisvrå godser. På angeldansk (sønderjysk) udtales stednavnet Kåffellej eller Koffellei. Kobbelled var tidligere en selvstændig kommune. Den havde i 1970 213 indbyggere og rådede over et areal på 295 ha. Samme år blev den indlemmet i Nisvrå kommune.